# أباد (حلب)
أباد  قرية سوريّة تتبع إداريّاً لمحافظة حلب منطقة جبل سمعان ناحية زمار، بلغ تعداد سكانها 1,940 نسمة حسب التعداد السكاني لعام 2004.